# Танталати
Танталати (рос. танталаты, англ. tantalates, нім. Tantalate n pl) – мінерали, солі танталових кислот H3TaO4, H4Ta2O7 і HTaO3. Звичайно зустрічаються у вигляді ізоморфних сумішей з ніобатами. В мінералогії розглядаються як складні оксиди.
ТАНТАЛАТ МАНҐАНИСТИЙ – танталат манґану. Формула: MnTa2O6. Сингонія моноклінна. Утворює сплюснуті й видовжені кристали, променисті аґреґати. Часті полісинтетичні двійники. Густина 7,7. Тв. 7,0. Колір коричневий. Риса світло-жовта. Злом занозистий або раковистий. Блиск смоляний. Знайдений разом з мікролітом і літієвою слюдою в ґрейзені з родов. Бікіта (Зімбабве). A.M.McGregor, 1946. 